# Шинел (повест)
Вижте пояснителната страница за други значения на Шинел.
„Шинел“ (на руски: „Шинель“) е повест от руския писател Николай Гогол, част от цикъла „Петербургски повести“.

## Сюжет
Действието се развива в Санкт Петербург. Главно действащо лице е Акакий Акакиевич, чиято работа е чиновник в „един департмент“. Основното действие се развива около това, как Акакий събира пари за нов шинел, за сметка на много други лишения, как му го взимат насила и как след това той умира. В тази повест предметите се превръщат в цел в живота на хората. Наглед посредствена и неангажираща творбата е далеч по-всеобхватна. Тя е посветена на това, каква е ролята на второстепенните герои в социалната ситуация в Русия. Акакий е олицетворение на малкия човек, подритван и пренебрегван от всички останали. Фразата „Оставете ме намира, защо ми се присмивате?“ е достатъчна да събуди умиление и в най-сдържаните читатели. Шинелът, така дълго желан, впоследствие постигнат, и за почти отрицателно време – загубен от героя, се превръща във фикс идея за Акакий. Дори и след смъртта си той продължава да бъде движен от копнежа си по неговото притежание. Крадейки чуждите, той се мъчи да възстанови своя, но порочната заобленост на сцената създава илюзията за онова загубено, чиято възвръщаемост не би могла да бъде постигната чрез постигане на лична драма у нечия друга съдба. Макар Гогол да не е назовал това гласно, той говори именно за безмълвния копнеж на малкия човек. Как личната драма, колкото и малка да е тя в очите на другите, се превръща в епицентър на едно съществуване, което в един момент се обезсмисля поради липсата на чисто материална обоснованост. Част от съвременниците и критиците характеризират „Шинел“ като посредствена творба, а други категорично я определят като един от шедьоврите в жанра на кратката повест. Дълбоко между нейните редове се чете житейска истина, приложима за всяка една действителност и за всеки един малък човек, независимо на коя държава е поданик той.

## Екранизация
Повестта е екранизирана през 1959 г. от режисьора Алексей Баталов.